# Judith Merkies
Judith Merkies est une ancienne députée européenne néerlandaise née le 28 septembre 1966 à London (Ontario). Elle est membre du Parti travailliste.

## Biographie
Elle est élue députée européenne lors des élections européennes de 2009.
Au cours de la 7e législature au Parlement européen, elle siège au sein de l'Alliance progressiste des socialistes et démocrates au Parlement européen. Elle est membre de la commission des pétitions et de la commission de l'industrie, de la recherche et de l'énergie.